# Fly in Fly out – Cadavre Exquis
Fly in Fly out – Cadavre Exquis ist ein schweizerisch-kanadischer Film der Schweizer Schauspielerin und Musikerin Viola von Scarpatetti und des Kanadischen Schauspielers und Musikers Simon Pelletier-Gilbert aus dem Jahr 2019. Der Film erzählt die Geschichte des Musikerpaars Sara und Olaf, die während einer Nacht im Motelzimmer ihre tumultuöse Beziehung retten und zusammen die Band Cadavre Exquis gründen. Der Film ist bei  internationalen Filmfestivals vorgeführt worden, bevor er 2020 in die Schweizer Kinos kommen soll.

## Handlung
Die beiden Musiker Sara (28) und Olaf (35), fahren mit seinem Westfalia nach einem ihrer Konzerte zurück ins Motel. Sara will Klarheit über ihre angerissene Beziehung schaffen. Um die angespannte Stimmung  aufzulockern, öffnet Sara eine Flasche Sekt, doch der Korken entspringt der Flasche unkontrolliert und trifft Olaf fast im Gesicht. Olaf reagiert gereizt, zeigt sich einem klärenden Gespräch ausweichend und träumt insgeheim von einem seiner zahlreichen Flirts mit anderen Frauen.
Sara fühlt sich hintergangen und wirft Olaf vor, in der Vergangenheit grundlos eifersüchtig gewesen zu sein. Olaf bereut sein Verhalten und die beiden kommen sich wieder näher. Kurz bevor es zum Akt kommt, will Olaf, dass auch Sara ihre Fehler eingesteht, was die soeben erreichte Harmonie wieder zerstört.
Die Diskussion entfacht zu einem Streit, in dem Sara Olaf ohrfeigt. Bevor Olaf das Motelzimmer verlässt, gestehen sich die beiden ihre unendliche Liebe. Sara will Olaf zurückhalten und stellt sich vor die Türe. Doch als Olaf auch das gemeinsame Musikprojekt aufgeben will, gibt ihm Sara den Weg nach draußen frei. Olaf verlässt das Motelzimmer, entschlossen nicht mehr zurückzukehren. Unterwegs im „No mans land“, hört Olaf ein Interview mit Sara im Radio. Von seinen Gefühlen für Sara übermannt hält er den Wagen an und wendet ihn.

## Produktion
Fly in Fly out – Cadavre Exquis wurde an Originalschauplätzen in den Städten Montréal (Kanada), Zürich und Genf (Schweiz) gedreht. Die gedrehten Szenen geben absichtlich keine Auskunft über Zeit und Ort er Handlung. Die im Film vorkommenden französischen Chansons wurden von den Filmemacher selber geschrieben und sind als Originaler Soundtrack zum Film zusammen mit den Kompositionen von Michael Künstle am 3. März 2020 im Handel erschienen.

## Festivals (Auswahl)
- 2019: Hong Kong International Film Art Festival
- 2019: Québec City Film Festival
- 2019: Female Eye Film Festival, Toronto
- 2019: Tonneins International Film Festival
- 2020: Semaine de la Francophonie Vancouver
- 2020: Sunscreen Film Festival, Florida

## Auszeichnungen und Nominierungen
- 2019: Hong Kong International Film Art Festival – Special Mention für Best Feature Film
- 2019: West Europe Film Festival Bruxelles – Nominierung für Best Music und Best Director
- 2018: Maverick Movie Awards – Nominierung für Best Music und Best Acting Ensemble